# Колодкіни
Коло́дкіни (рос. Колодкины) — присілок у складі Слободського району Кіровської області, Росія. Входить до складу Шестаковського сільського поселення.
Населення становить 10 осіб (2010, 9 у 2002).
Національний склад станом на 2002 рік — росіяни 100 %.